# 9016 Henrymoore
9016 Henrymoore eller 1986 AE är en asteroid i huvudbältet som upptäcktes den 10 januari 1986 av det amerikanska astronom paret Eugene M. och Carolyn S. Shoemaker vid Palomar-observatoriet. Den är uppkallad efter amerikanen Henry J. Moore.
Asteroiden har en diameter på ungefär 8 kilometer.